# Hodogaya-ku (Yokohama)
Hodogaya-ku (保土ケ谷区?) es uno de los 18 distritos administrativos que conforman la ciudad de Yokohama, la capital de la prefectura de Kanagawa, Japón. Tenía una población estimada de 206 013 habitantes el 1 de septiembre de 2020 y una densidad de población de 9394 personas por km².

## Geografía
Hodogaya-ku está localizado en la parte oriental de la prefectura de Kanagawa y cerca del centro geográfico de la ciudad de Yokohama. El área es en gran parte plana, con pequeñas colinas dispersas. Limita con los barrios de Kanagawa, Nishi, Minami, Asahi, Totsuka y Midori.

## Demografía
Según los datos del censo japonés, la población de Hodogaya-ku ha crecido fuertemente en los últimos 40 años.
| 179,860                                    | 184,013 | 195,795 | 197,435 | 201 642 | 204 266 | 206 634 | 205 493 | 205 568 | 205 859 |
| (Fuente: Oficina de Estadísticas de Japón) |         |         |         |         |         |         |         |         |         |